# 셰필드 유나이티드 FC

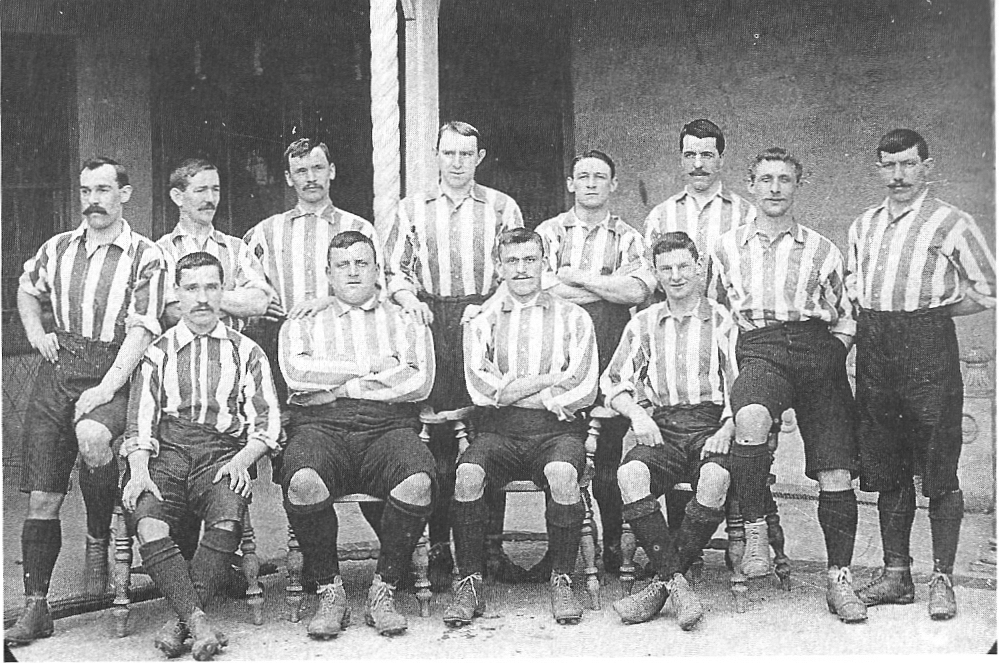

셰필드 유나이티드 FC (Sheffield United Football Club)는 잉글랜드의 축구 클럽으로, 사우스요크셔주의 셰필드를 연고지로 한다. 애칭은  Blades로, 현재 프리미어리그 소속 팀이다.
이 팀은 1889년 창설되었으며, 셰필드 웬즈데이와 함께 셰필드를 대표하는 축구 팀이다. 리그 창설기에는 각종 대회에서 좋은 성적을 거뒀으나, 최근에는 주로 하부 리그에서 경기하고 있다. 프리미어리그의 창립 멤버였고 1993-94 시즌에 풋볼 리그 1부로 강등되었다가 2005-06 시즌에 풋볼 리그 챔피언십에서 2위를 기록하여 프리미어리그로 승격했으나, 단 1년 만에 풋볼 리그 챔피언십으로 강등되었다.
영국 배우 숀 빈 (Sean Bean) 이 이 클럽의 열광적인 팬으로 알려져 있으며 아르헨티나의 축구 감독인 알레한드로 사벨라가 선수 시절 몸담았던 팀이기도 하다.

## 현재 선수 명단
2025년 5월 24일 기준
참고: FIFA 자격 규정에 따라 소속된 국가대표팀 국기를 표시합니다. 선수는 복수의 FIFA 비회원국 국적을 가지고 있을 수 있습니다.
| 번호 | 포지션 | 국적                  | 이름              |
| ---- | ------ | --------------------- | ----------------- |
| 3    | DF     | 잉글랜드              | 샘 매컬럼         |
| 4    | MF     | 스코틀랜드            | 올리 아블라스터   |
| 8    | MF     |                       | 구스타보 하머르   |
| 10   | MF     | 잉글랜드              | 칼럼 오헤어       |
| 13   | GK     | 크로아티아            | 이보 그르비치     |
| 15   | DF     | 보스니아 헤르체고비나 | 아넬 아메드호지치 |
| 19   | DF     | 잉글랜드              | 잭 로빈슨         |
| 22   | MF     | 잉글랜드              | 톰 데이비스       |
| 23   | FW     | 잉글랜드              | 타이리스 캠벨     |

| 번호 | 포지션 | 국적     | 이름                |
| ---- | ------ | -------- | ------------------- |
| 33   | DF     | 웨일스   | 리스 노링턴데이비스 |
| 35   | MF     | 잉글랜드 | 안드레 브룩스       |
| —    | DF     | 아일랜드 | 샘 커티스           |
| —    | DF     |          | 타일러 빈돈         |

## 역대 감독
| 감독                | 임기        |
| ------------------- | ----------- |
| 하워드 켄덜         | 1995 ~ 1997 |
| 게리 스피드         | 2010        |
| 슬라비샤 요카노비치 | 2021        |